# (460) Scania
(460) Scania – planetoida z pasa głównego asteroid okrążająca Słońce w ciągu 4 lat i 179 dni w średniej odległości 2,72 j.a. Została odkryta 22 października 1900 roku w Landessternwarte Heidelberg-Königstuhl w Heidelbergu przez Maxa Wolfa. Nazwa planetoidy pochodzi od Skanii, historycznego regionu w Szwecji. Przed jej nadaniem planetoida nosiła oznaczenie tymczasowe (460) 1900 FN.